# Constantin Gâlcă
 (novembre 2013).
Constantin Gâlcă (né le 8 mars 1972 à Bucarest) est un footballeur roumain des années 1990 et 2000. Son poste de prédilection est milieu de terrain défensif. Il s'est ensuite reconverti en entraîneur.

## Biographie
Gâlcă commence sa carrière à 16 ans dans la troisième division roumaine, avec le FC Progresul Bucarest. Seulement un an après, il évolue en première division avec le FC Argeș Pitești, pour lequel il joue quatre fois vers la fin de la saison, et est bientôt appelé en équipe de Roumanie espoirs.
Après une saison pleine (31 matchs, deux buts), Gâlcă signe au prestigieux FC Steaua Bucarest, inscrivant dès sa première saison cinq buts en 26 rencontres.
Le 22 septembre 1993, il fait ses débuts en équipe de Roumanie A, lors d'un match amical contre Israël. Appelé pour la Coupe du monde 1994, il joue trois fois au cours du tournoi, contre les hôtes américains au premier tour, lors de la fameuse victoire 3-2 en seizièmes de finale contre l'Argentine et le huitième de finale perdu aux tirs au but contre la Suède.
Constantin Gâlcă reste au Steaua deux autres saisons, marquant à 13 reprises. Après avoir remporté la Coupe et disputé près de 200 matchs officiels, il part pour l'Espagne où il évolue au cours des onze années suivantes. Il permet tout d'abord au RCD Majorque de retrouver la Liga en marquant 13 buts en deuxième division espagnole lors de la saison 1996-1997. Il a ensuite connu une longue période avec l'Espanyol de Barcelone, marquant cinq buts pour sa troisième saison, qui s'est terminée par une victoire en Copa del Rey.
De 1996 à 2000, Gâlcă dispute plus de quarante matchs internationaux avec la Roumanie, il est souvent titulaire avec Dorinel Munteanu au milieu de terrain central. Durant les qualifications pour la Coupe du monde 1998, l'équipe nationale sort invaincue de ses 10 matchs de groupe, en ne faisant qu'un match nul et en marquant 37 buts, dont trois de Gâlcă. Lors des phases finales du Mondial 1998 et de l'Euro 2000, le pays est battu respectivement en huitièmes et quarts de finale, avec Gâlcă titulaire à chaque match.
À l'été 2001, Gâlcă signe avec Villarreal CF, mais il est prêté au Real Saragosse lors de sa deuxième saison au club et participe au retour du club aragonais au sein de l'élite du football espagnol.
Constantin Gâlcă joue encore trois saisons en Espagne, avec le club de deuxième division UD Almería, jouant 40 matchs lors de sa dernière saison, un an avant la première montée du club andalou. Gâlcă revient en équipe nationale avec ce club en 2005, après trois ans d'absence. 
Installé à Almería après sa carrière de joueur, Gâlcă devient l'entraîneur de l'équipe B du club en 2009-2010, alors en quatrième division espagnole. Il est licencié le 19 janvier 2010, après une série de mauvais résultats.
Après la résiliation de contrat de Laurentiu Reghecampf, le FC Steaua Bucarest désigne Gâlcă comme nouvel entraîneur le 3 juin 2014.
Le 14 décembre 2015, il devient l'entraîneur de l'Espanyol de Barcelone. Son premier match en tant qu'entraîneur est une victoire 2-1 face à Levante en Coupe du Roi.

## Palmarès

### Joueur
- Roumanie
  - 68 sélections et 4 buts entre 1993 et 2005.
  - Participation à la Coupe du monde en 1994 (quart de finaliste) et 1998 (huitième de finaliste).
  - Participation à l'Euro en 1996 (éliminé au premier tour) et 2000 (quart de finaliste).

- Steaua Bucarest
  - Champion de Roumanie en 1993, 1994, 1995 et 1996.
  - Vainqueur de la Coupe de Roumanie en 1992 et 1996.
  - Vainqueur de la Supercoupe de Roumanie en 1994 et 1995.

- Espanyol Barcelone
  - Vainqueur de la Coupe d'Espagne en 2000.

### Entraîneur
- Steaua Bucarest
  - Champion de Roumanie en 2015.
  - Vainqueur de la Coupe de la Ligue roumaine en 2015.
  - Vainqueur de la Coupe de Roumanie en 2015.

- Vejle BK
  - Champion du Danemark D2 en 2020.